# 梁靜珊
梁靜珊（英語：Ivy Leung Ching-shan，1981年10月17日—），前街工成員，註冊社工。自幼在基層家庭長大。2002年加入街工。2016年作為名單第二位，代表街工參選2016年香港立法會選舉新界西選區。2019年香港區議會選舉，她成功當選為香港葵青區議會葵盛西邨選區議員。

## 簡介
梁靜珊一直秉承街工的理念：「為勞工出頭、為貧者出力、為弱勢出聲、為民主奮鬥」。

## 從政

### 2015年
2015年香港區議會選舉，街工於葵盛西邨派出梁靜珊出選，結果敗予工聯會劉美璐，得2146票，挑戰失敗。

### 2016年
2016年以街工名義與黃潤達及周偉雄合組名單參選2016年香港立法會選舉新界西地方組別，排黃潤達名單第二位，並以「基層自主　共抗霸權」為選舉理念。選舉最終以20,974票(3.48%)落選。

### 2019年區議會選舉
2019年香港區議會選舉，街工於葵盛西邨再次派出梁靜珊出選，梁靜珊得4,365票，以超過1,000票之差擊敗工聯會劉美璐當選。2021年10月20日被港府裁定宣誓失敗，喪失區議員資格，改為擔任葵盛西社區主任。

## 外部連結
梁靜珊 Leung Ching Shan的Facebook專頁